# 台灣民眾黨主席
台灣民眾黨主席，是台灣民眾黨之政党领袖，現任黨主席為黃國昌，自2025年2月19日就任。
依《台灣民眾黨章程》規定，黨主席一人對外代表本黨，由黨員直接选举產生，每屆任期4年，連選得連任，並兼任當然中央委員，歷任黨主席並得為當然黨員代表。黨主席負責任命中央黨部秘書長、副秘書長，並有黨務部門之主管人事任命權。如遇黨主席請辭或因故無法執行職權時，由中央委員互推一人代理之。如所餘任期超過一年，應於出缺後六個月內完成補選，其任期至原黨主席之任期屆滿之日。依該黨規定，首任黨主席之任期至2022年12月31日止，該黨並於同年12月10日舉辦第二屆黨主席選舉，結果由首任黨主席柯文哲當選連任。
然柯文哲自2024年8月29日起因涉入政治獻金案、京華城案等重大爭議案件而請假接受調查。同年11月，經中央委員會討論，議決准假期限延長至2025年2月28日。2024年12月，柯文哲遞交辭呈給黨秘書長周榆修。柯文哲並於2025年1月1日在擴大中央委員會議上正式提出辭職，會議隨後推選黃國昌為代理黨主席。2025年2月15日，舉行第二屆黨主席補選，最終由黃國昌勝選。

## 歷任黨主席
| 任次 | 屆次 | 當選方式         | 肖像          | 姓名   | 任職期間     | 任職期間       | 去職原因 | 備註 |
| 任次 | 屆次 | 當選方式         | 肖像          | 姓名   | 上任時間     | 卸任時間       | 去職原因 | 備註 |
| ---- | ---- | ---------------- | ------------- | ------ | ------------ | -------------- | -------- | --- |
| 1    | 1    | 創黨成立大會推舉 |               | 柯文哲 | 2019年8月6日 | 2022年12月31日 | 任期屆滿 | 政黨創辦人，首任黨主席，國立臺灣大學醫學院醫學博士。首任黨主席任期至2022年12月31日止，後於第二屆黨主席選舉中勝選得連任。                          |
| 1    | 2    | 直接選舉         | 2023年1月1日  | 柯文哲 | 2025年1月1日 | 自行請辭       |          | 政黨創辦人，首任黨主席，國立臺灣大學醫學院醫學博士。首任黨主席任期至2022年12月31日止，後於第二屆黨主席選舉中勝選得連任。                          |
| 代理 | 2    | 中央委員會互推   |               | 黃國昌 | 2025年1月1日 | 2025年2月18日  | 代理結束 | 因原黨主席柯文哲請辭，其餘任期由中央委員會互相推舉一位代理主席，黃國昌獲得14票，成為第二屆的代理黨主席。後於2025年2月15日第二屆黨主席補選中勝選。 |
| 2    | 2    | 直接選舉         | 2025年2月19日 | 黃國昌 | 現任         |                |          | 因原黨主席柯文哲請辭，其餘任期由中央委員會互相推舉一位代理主席，黃國昌獲得14票，成為第二屆的代理黨主席。後於2025年2月15日第二屆黨主席補選中勝選。 |